# Lleonci Filòsof
Lleonci Filòsof o Lleonci Sofista (Leontius, Λεόντιος) fou un destacat atenenc, filòsof i sofista, pare d'Atenais (Eudòxia Augusta). Va viure al segle v. Fou un prestigiós filòsof i sofista per les seves dues activitats. Segons l'historiador Olimpiòdor de Tebes, entre l'any 415 i el 416 va adquirir contra la seva voluntat una càtedra de retòrica a Atenes.
Cap a l'any 400 va tenir una filla a la qual va anomenar Atenais, en honor de la deessa protectora de la ciutat Pallas Atenea, que després de la seva conversió al cristianisme (requisit indispensable per al seu matrimoni amb l'emperador Teodosi), es va anomenar Eudòxia.
A més va tenir dos fills: Trobat, Prefecte pretorià d'Ilíria; i Valeri, cònsol el 432 i MA 435 officiorum.